# IK Tord
IK Tord, bildad 14 december 1919, är en idrottsförening från Rosenlund i Jönköping i Sverige. Föreningen har bland annat utövat fotboll och handboll genom åren.
2023 spelar de i Division 2, efter att ha blivit uppflyttade året innan.

## Bildande
Det var den 14 december 1919 som ett gäng grabbar samlades på Café Svea och bildade idrottsklubben Tor. Dessa grabbar var Sven Sager, Arvid Oskarsson, Erik Lindsten, Karl Blom, Gustav Johansson, Gunnar Ahlnér, Sten Wiridén, Nils Lööf, Eskil Svensson, Valdemar Johansson, John Johansson och Jakob Andersson. Det första namnet på klubben var således Tor men vid ansökan om inträde i Sveriges Riksidrottsförbund 1921 avslogs detta namn. Namnet ändrades då till Tord och inträdesansökan beviljades.

### Historia allmänt
- Den första grenen 1919 i verksamheten var boxning. Boxning upphörde som gren ganska snart.
- 1920 kom fotbollen in. Den första matchen spelades mot Forserum. År 1922 beslöt man att med fotbollslaget deltaga i nordvästra Smålandsserien.
- 1920 startades även allmän idrott  och allmän idrott var aktivt till 30-talets slut. Allmänna idrottens största namn var Erik "Spänst" Svensson med svenskt rekord i längdhopp med 7,53 och Silvermedalj i OS i Los Angeles i tresteg 1932.Han representerade IK Tord 1927-1930.
- 1921  startades en sektion för bandy  Sektionen var aktiv till slutet av 30-talet
- 1922 började man med brottning. Inom brottningen hade klubben stora framgångar ända in på 60-talet och man arrangerade  flera stora brottningsgalor i Idrottshuset.
- 1933 började man med handboll. 1979 slog Tord samman med Jönköping Södra till Tord/Södra, se fortsatt nedan.

### Handboll
Handbollssektionen startades 1933 av Tords fotbollslag som ville ha motion på vintern. Man ställde upp i Smålands DM och besegrade redan första året GF Fram i finalen i DM med 15-14.1963 vann IK Tord division 2 Västra med tabellraden 18-15-1-2 dvs av 18 spelade matcher vann man 15 och förlorade bara 2. I kvalet där man spelade mot SAAB från Linköping, Malmö FF, Sandviken så placrade sig Tord som tvåa efter SAAB och avancerade till handbollsallsvenskan. Laget bestod av Lars Adriansson, Hans Johansson, Lennart Wallin, Ola Karlsson, K.O Andersson, Olof Zeipel, Jan-Åke Svensson, Putte Krohn, Lennart Augustsson, Ivar Johansson och Lars-Evert Karlsson.Lagledare: Sten Bernhardsson. Föreningen Tord spelade i Sveriges högsta division i handboll, vilket skedde säsongerna 1963/1964, då man placerade sig bäst med en femte plats, 1964/1965 då man blev 8:a, 1965/1966 då man åter kom 5:a, och slutligen 1966/1967. Sista året kom man på nionde plats och degraderades till division 2. Tord återkom aldrig till högsta serien. Handbollsverksamheten överfördes 1979 till vad som 1992 kom att utvecklas till IK Cyrus T/S så idag bedrivs ingen handboll i klubben.

### Fotboll
Tord IK har spelat i Sveriges näst högsta division i fotboll under 4 säsonger på 30-talet. Numera spelar A-laget för herrar i Division 2 Norra Götaland.
Fotbollslaget erövrade 1936 en plats  i div II där man gjorde utmärkt ifrån sig och var nära serieseger. Några år senare kom kriget och alla inkallelser gjorde att laget splittrades. Herrfotbollen hade även i början av 60-talet ett bra lag och var då nära uppflyttning till div II som var näst högsta serien i landet. I början av 2000-talet var man bara någon poäng från uppflyttning till Superettan. I övrigt har fotbollen mest bedrivits i ”gamla” div III och IV och efter senare omläggning av seriesystemet i div II med några år i div III.

### Serieplacering genom åren för Tords fotbollslag
| Säsong | Nivå | Division   | Sektion            | Position |
| ------ | ---- | ---------- | ------------------ | -------- |
| 1993   | 4    | Division 3 | Sydvästra Götaland | 2        |
| 1994   | 4    | Division 3 | Sydvästra Götaland | 4        |
| 1995   | 4    | Division 3 | Mellersta Götaland | 1        |
| 1996   | 3    | Division 2 | Östra Götaland     | 8        |
| 1997   | 3    | Division 2 | Östra Götaland     | 6        |
| 1998   | 3    | Division 2 | Östra Götaland     | 9        |
| 1999   | 3    | Division 2 | Östra Götaland     | 8        |
| 2000   | 3    | Division 2 | Östra Götaland     | 3        |
| 2001   | 3    | Division 2 | Östra Götaland     | 3        |
| 2002   | 3    | Division 2 | Östra Götaland     | 4        |
| 2003   | 3    | Division 2 | Östra Götaland     | 7        |
| 2004   | 3    | Division 2 | Östra Götaland     | 10       |
| 2005   | 4    | Division 3 | Nordöstra Götaland | 2        |
| 2006   | 4    | Division 2 | Mellersta Götaland | 6        |
| 2007   | 4    | Division 2 | Mellersta Götaland | 9        |
| 2008   | 4    | Division 2 | Östra Götaland     | 12       |
| 2009   | 5    | Division 3 | Nordöstra Götaland | 2        |
| 2010   | 4    | Division 2 | Östra Götaland     | 4        |
| 2011   | 4    | Division 2 | Västra Götaland    | 6        |
| 2012   | 4    | Division 2 | Östra Götaland     | 10       |
| 2013   | 5    | Division 3 | Nordöstra Götaland | 5        |
| 2014   | 5    | Division 3 | Mellersta Götaland | 4        |
| 2015   | 5    | Division 3 | Mellersta Götaland | 7        |
| 2016   | 5    | Division 3 | Mellersta Götaland | 5        |
| 2017   | 5    | Division 3 | Mellersta Götaland | 8        |
| 2018   | 5    | Division 3 | Mellersta Götaland | 3        |
| 2019   | 5    | Division 3 | Mellersta Götaland | 1        |

Den 14 februari 1952 bildades en så kallad "damklubb" inom IK Tord, vid den tiden var damklubbar vanliga men IK Tords damklubb finns kvar än i dag. Föreningens damlag i fotboll bildades 1971, och bröt sig runt 1990 ur och bildade IFK Jönköping.
IK Tord har också många ungdomslag i olika åldrar, från knattar till juniorer. Klubbens juniorer har tidigare spelat flera säsonger i juniorallsvenskan med blandade resultat.